# Villorceau
Villorceau település Franciaországban, Loiret megyében. Lakosainak száma 1076 fő (2022. január 1.). Villorceau Josnes, Beaugency, Cravant, Messas és Tavers községekkel határos.

## Népesség
A település népessége az elmúlt években az alábbi módon változott:
| Lakosok száma | 346  | 754  | 839  | 1018 | 1154 | 1142 | 1132 | 1100 | 1084 | 1076 |
|               | 1968 | 1982 | 1990 | 2006 | 2013 | 2015 | 2017 | 2019 | 2020 | 2022 |